# Hamilton (Géorgie)
Pour les articles homonymes, voir Hamilton.
Hamilton est une ville américaine de Géorgie, siège du comté de Harris. Lors du recensement de 2000, sa population s’élevait à 307 habitants.

## Démographie
| 1870 | 1890 | 1900 | 1910 | 1920 | 1930 |
| ---- | ---- | ---- | ---- | ---- | ---- |
| 359  | 493  | 418  | 403  | 437  | 438  |

| 1940 | 1950 | 1960 | 1970 | 1980 | 1990 |
| ---- | ---- | ---- | ---- | ---- | ---- |
| 473  | 449  | 396  | 357  | 495  | 454  |

| 2000 | 2010  | - | - | - | - |
| ---- | ----- | - | - | - | - |
| 307  | 1 016 | - | - | - | - |

## Source
- (en) Cet article est partiellement ou en totalité issu de l’article de Wikipédia en anglais intitulé « Hamilton, Georgia » (voir la liste des auteurs).